# Cyrtopholis innocua
Cyrtopholis innocua is een spinnensoort in de familie van de van de vogelspinnen (Theraphosidae). Het betreft een Nomen dubium. De wetenschappelijke naam van de soort werd voor het eerst geldig gepubliceerd in 1871 door Ausserer.
De soort komt voor in Cuba.